# سیارک ۱۶۸۰۱
سیارک ۱۶۸۰۱ (به انگلیسی: 16801 Petrinpragensis، نامگذاری:1997SC2) شانزده هزار و هشتصد و یکمین سیارک کشف شده‌است که در ۲۳ سپتامبر ۱۹۹۷ کشف شد.
قدر مطلق سیارک برابر ۱۵٫۴۰ است.